# Fagianeria

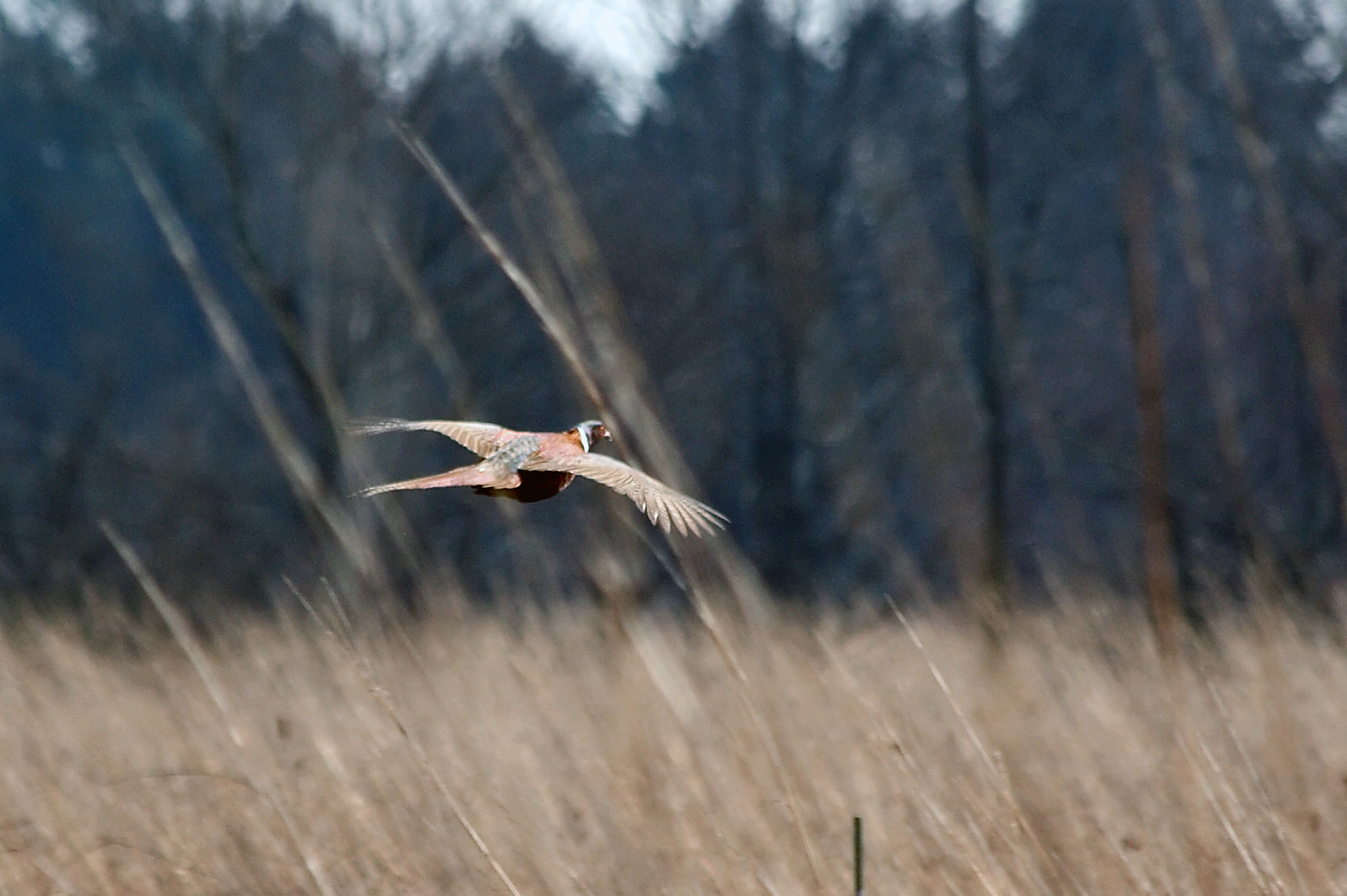
Un fagiano in volo

Una fagianeria è un terreno o una struttura dove sono allevati i fagiani che vengono poi liberati per la caccia a tiro. Per esteso, può trattarsi di una voliera o di un semplice padiglione nei pressi di un castello dove i fagiani sono ingrassati e allevati per la caccia. Differisce dal classico serraglio in quanto è una struttura specificatamente deputata all'allevamento dei fagiani.
Questo termine apparve per la prima volta nel XVI secolo con lo sviluppo della caccia presso l'aristocrazia europea. Un gran numero di castellani del XVIII secolo fecero costruire una fagianeria nelle loro proprietà, o il più delle volte un padiglione che serviva anche da punto d'incontro per le cacce, posto spesso nei pressi del castello principale.

## Esempi di strutture

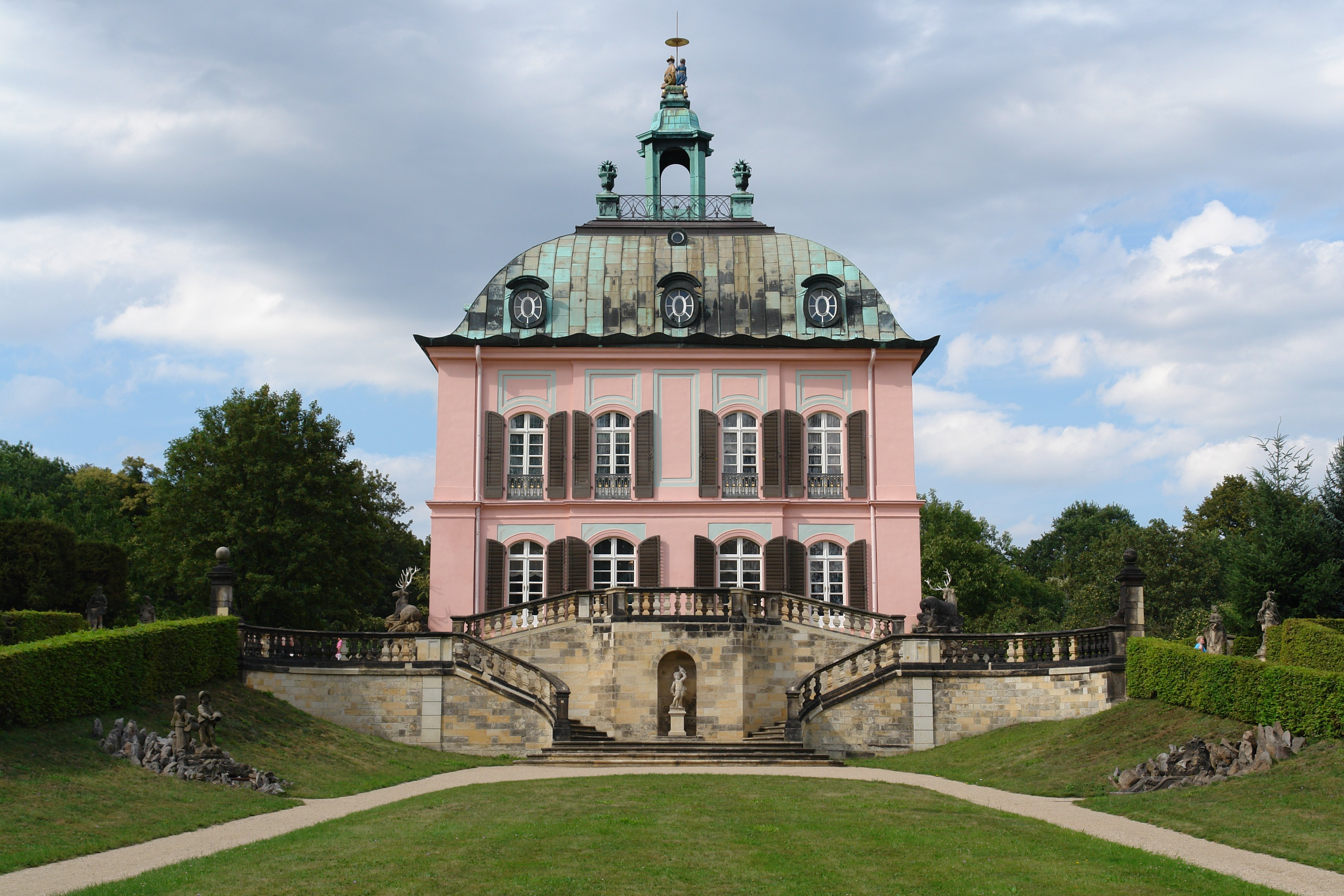
Veduta del Castello de la Faisanderie in Sassonia

- Castello della Fasanerie (Assia, Germania)
- Castello della Faisanderie (Sassonia, Germania)
- Ferme de la Faisanderie, antica fattoria agricola presso il bosco di Vincennes a Parigi
- Fagianeria del Parco di Capodimonte (Napoli, Italia)
- Fagianeria del parco del Potager des Princes presso il Castello di Chantilly, in Francia
- Foresta demaniale e casa forestale della Faisanderie (Saverne, Monswiller, Steinbourg, Alsazia, Basso Reno)
- Avenue de la Faisanderie (Bruxelles)
- Rue de la Faisanderie (XVI arrondissement di Parigi)
- Redoute de la Faisanderie (bosco di Vincennes)
- Carrefour de la Ferme-de-la-Faisanderie (bosco di Vincennes)
- Rue de la Faisanderie d Strasburgo, Steinbourg, Ernolsheim-lès-Saverne, Neuwiller-lès-Saverne (Basso Reno)